# 애니트라 포드
어니트라 포드(Anitra Ford, 1942년 ~ )는 미국의 배우, 모델이다.
캘리포니아주에서 태어났다.

## 출연 작품
- 특수기동대 (1975년)
- 원더 우먼 (1974년)
- 터치 다운 (1974년)
- 인베이젼 오브 더 비 걸스 (1973년)
- 데드 피플 (1973년) - 로라 역
- The Big Bird Cage (1972년)